# Parti du progrès (Allemagne)
Pour les articles homonymes, voir Parti du progrès.
Le Parti du progrès (en allemand : Partei des Fortschritts, PdF) est un parti politique allemand fondé en 2020 à Cologne.
Bien que le parti se considère comme étant au-delà du spectre politique gauche-droite, il est classé comme libéral de gauche par les politologues.
Lors des élections européennes de 2024 en Allemagne, il a obtenu 0,6 % des voix lui permettant d'obtenir un siège au Parlement européen.

## Programme
Le PdF considère que le clientélisme est l'un des principaux problèmes de la politique allemande. Il estime que la concurrence démocratique des opinions ,prévue par la Loi fondamentale, a été réinterprétée comme une compétition entre différents groupes sociaux pour l'influence et le pouvoir.
Le programme de base du parti évoque des sujets au niveau des Länder, de la Fédération et au niveau européen. Le PdF prône une « démocratie pragmatique » au-delà du clivage gauche-droite, qui devrait s'exprimer par le biais de référendums. La Loi fondamentale occupe une place particulière dans leur programme. Pour le parti du progrès, tous les individus doivent être traités de manière égale, indépendamment de leurs caractéristiques extérieures, de leur religion ou de leur culture, et les plus faibles doivent être protégés. En revanche, ceux qui sont en capacité doivent pouvoir profiter de leurs réalisations.
En outre, le lobbying en politique, que le parti considère comme antidémocratique, doit être combattu par la transparence. Le PdF est contre l'Upload-Filter (de) mais pour de nouvelles réglementations en matière de drogues et de formation en informatique à destination des jeunes citoyens.

## Résultats électoraux

### Élections au Bundestag
| Année | %   | Mandats | Gouvernement        |
| ----- | --- | ------- | ------------------- |
| 2021  | 0,0 | 0 / 736 | Extra-parlementaire |

### Élections européennes
| Année | Voix    | %   | Mandats | Rang | Groupe |
| ----- | ------- | --- | ------- | ---- | ------ |
| 2024  | 228 148 | 0,6 | 1 / 96  | 15e  | NI     |

### Élections régionales
| Année | BW  | BY  | BE  | BB  | HB  | HH  | HE  | MV  | NI  | NW  | RP  | SA  | SN  | ST  | SH  | TH  |
| ----- | --- | --- | --- | --- | --- | --- | --- | --- | --- | --- | --- | --- | --- | --- | --- | --- |
| 2020  |     |     |     |     |     | abs |     |     |     |     |     |     |     |     |     |     |
| 2021  | abs |     | abs |     |     |     |     | abs |     |     | abs |     |     | abs |     |     |
| 2022  |     |     |     |     |     |     |     |     | abs | 0,1 |     | abs |     |     | abs |     |
| 2023  |     | abs | abs |     | abs |     | abs |     |     |     |     |     |     |     |     |     |
| 2024  |     |     |     | abs |     |     |     |     |     |     |     |     | abs |     |     | abs |

| abs : Absent du scrutin |